# Kirsten Boie
Kirsten Boie (ur. 19 marca 1950 w Hamburgu) – niemiecka pisarka książek dla dzieci.
Kirsten Boie urodziła się w Hamburgu, gdzie żyje i mieszka do dziś. Studiowała filolofię niemiecką oraz angielską. Przebywała na stypendium w Anglii. Studia ukończyła, pisząc pracę poświęconą prozie Bertolta Brechta. Pracowała w szkolnictwie, a po adopcji pierwszego dziecka (wraz z mężem łącznie adoptowała dwoje dzieci) zajęła się pisarstwem.
Jej pierwsza książka Paule ist ein Glücksgriff ukazała się w 1985 i natychmiast odniosła sukces na rynku wydawniczym. Serie swoich książek poświęca historiom Leny (dziewczynki w szkole podstawowej), Juli (chłopcowi w wieku przedszkolnym) albo innym fantazyjnym postaciom. Napisała ponad 80 kiążek. W latach 2000, 2002 i 2004 był nominowana do nagrody Hansa Christiana Andersena za całokształt twórczości. Uznawano ją za jedną z najbardziej znanych autorek książek dla dzieci i młodzieży w Niemczech.
W latach 2006 – 2007 otrzymała tzw. "Poetikprofessur" Uniwersytetu w Oldenburgu. Pracuje obecnie w księgarni książek dziecięcych w Altonaer Museum w Hamburgu.

## Wyróżnienia i nagrody
- 1988 Nagroda Kalbacher Klapperschlange za książkę Jenny ist meistens schön friedlich
- 2006 Evangelischer Buchpreis za Die Medlevinger
- Nagroda Niemieckiej Literatury Młodzieżowej – nominacje w latach:
  - 1986 za Paule ist ein Glücksgriff
  - 1987 za Mit Jakob wurde alles anders
  - 1991 za Mit Kindern redet ja keiner
  - 1993 za Ich ganz cool
  - 2000 za Nicht Chicago. Nicht hier
  - 2007 August Lektorix für Alhambra
- 2008 Nagroda Niemieckiej Akademii Literatury Dziecięcej i Młodzieżowej

## Książki
- Paule ist ein Glücksgriff (1985)
- Mit Jakob wurde alles anders (1986)
- Opa steht auf rosa Shorts (1986)
- Jenny ist meistens schön friedlich (1988)
- Manchmal ist Jonas ein Löwe (1989)
- Entschuldigung, flüsterte der Riese (1989)
- Lisas Geschichte, Jasims Geschichte (1989)
- Alles total geheim (1990)
- Mit Kindern redet ja keiner (1990)
- Ein Tiger für Amerika (1991)
- Geburtstagsrad mit Batman-Klingel (1991)
- Das Ausgleichskind (1991)
- Moppel wär gerne Romeo (1991)
- Ich ganz cool (1992)
- Schließlich ist letztes Mal auch nichts passiert (2006)
- Wir werden auch nicht jünger
- Alles ganz wunderbar weihnachtlich (1992)
- Kirsten Boie erzählt vom Angsthaben (1992)
- Der kleine Pirat (1992)
- Kein Tag für Juli (1992)
- King-Kong, das Geheimschwein (1992)
- King-Kong, das Krimischwein (1992)
- King-Kong, das Zirkusschwein (1992)
- Juli, der Finder (1993)
- King-Kong, das Liebesschwein (1993)
- Lena hat nur Fußball im Kopf (1993)
- Mittwochs darf ich spielen (1993)
- Jeder Tag ein Happening (1993)
- Erwachsene reden, Marco hat was getan (1995)
- Nella-Propella (1994)
- Vielleicht ist Lena in Lennart verliebt (1994)
- Klar, daß Mama Ole/Anna lieber hat (1994)
- Mutter, Vater, Kind (1994)
- Abschiedskuß für Saurus (1994)
- Juli tut Gutes (1994)
- Prinzessin Rosenblüte (1995)
- Sophies schlimme Briefe (1995)
- Juli und das Monster (1995)
- Sehr gefräßig, aber nett (1995)
- King Kong, das Schulschwein (1995)
- Juli wird erster (1996)
- Eine wunderbare Liebe (1996)
- Ein Hund spricht doch nicht mit jedem (1996)
- King Kong, das Reiseschwein (1996)
- Lena zeltet Samstag nacht (1996)
- Lena findet Fan-Sein gut (1997)
- Man darf mit dem Glück nicht drängelig sein (1997)
- Mellin, die dem Drachen befiehlt (1997)
- Krippenspiel mit Hund (1997)
- Der Prinz und der Bottelknabe oder erzähl mir vom Dow Jones (1997)
- Krisensommer mit UR-Otto (1998)
- Du wirst schon sehen, es wird ganz toll (1999)
- Nicht Chicago. Nicht hier (1999)
- Linnea geht nur ein bisschen verloren (1999)
- Linnea klaut Magnus die Zauberdose (1999)
- Linnea will Pflaster (1999)
- Zum Glück hat Lena die Zahnspange vergessen (2000)
- Nee! sagte die Fee (2000)
- Linnea rettet schwarzer Wuschel (2000)
- Linnea findet einen Waisenhund (2000)
- Wir Kinder aus dem Möwenweg (2000)
- Linnea macht Sperrmüll (2001)
- Der durch den Spiegel kommt (2001)
- Kerle mieten oder das Leben ändert sich stündlich (2001)
- Kann doch jeder sein, wie er will (2002)
- Linnea macht Sachen (2002)
- Sommer im Möwenweg (2002)
- Josef Schaf will auch einen Menschen (2002)
- Linnea schickt eine Flaschenpost (2003)
- Verflixt ein Nix (2003)
- Monis Jahr (2003)
- Geburtstag im Möwenweg (2003)
- Die Medlevinger (2004)
- Was war zuerst da? (2004)
- Lena möchte immer reiten (2005)
- Juli und das Monster (2005)
- Skogland (2005)
- Weihnachten im Möwenweg (2005)
- Albert spielt verstecken (2005)
- Der kleine Ritter Trenk (2006)
- Prinzessin Rosenblüte. Wach geküsst! (2007)
- Alhambra (2007)
- Verrat in Skogland (2008)
- Ein neues Jahr im Möwenweg (2008)
- Seeräubermoses (2009)
- Ich ganz cool  (2009)
- Geheimnis im Möwenweg (2010)
- Ostern im Möwenweg (2011)